# Ксантопротеїнова реакція
Кса́нтопротеї́нова реа́кція (від грец. ξανθος — жовтий і πρωτεύω — «на першому місці») — якісна реакція, яку застосовують для визначення наявності ароматичних амінокислот: фенілаланіну, тирозину і триптофану. Визначення полягає в обробці амінокислот концентрованою нітратною кислотою із подальшим нагріванням, внаслідок чого утворюються ароматичні нітропохідні, що мають жовте забарвлення, наприклад, похідна тирозину:
Після додавання до отриманого розчину концентрованого лугу чи аміаку жовте забарвлення переходить у помаранчеве, оскільки фенольна OH-група іонізується, збільшуючи внесок аніона у спряжену систему.
Реакцію запропонував у 1820-х роках французький хімік, фундатор гістохімії, Франсуа-Вінсент Распайль.